# Juan Manuel Cagigal y Monserrat
Juan Manuel Cagigal y Monserrat (Santiago de Cuba, 31 de marzo de 1738 – Valencia, 1811) fue un militar español, que tomó parte en numerosas batallas durante el siglo XVIII. Fue brevemente gobernador de Cuba (1781-1782).

## Biografía
Juan Manuel Cagigal nació en Santiago de Cuba en 1738, ciudad en la que estaba destinado su padre Francisco Antonio Cagigal de la Vega, hermano del I marqués de Casa Cagigal, fue su madre Vicenta A. Monserrat Adánez.
Se enroló y sirvió en el ejército en La Habana antes de su traslado a España en 1762. Sirvió a órdenes del Marqués de Sarria contra Inglaterra y Portugal. En 1766 figuró en las campañas de Orán y Argel al mando del Regimiento del Príncipe, creado a expensas suyas y de su padre, ascendiendo a brigadier en la expedición a Buenos Aires comandada por Pedro de Cevallos (1715-1778).
A su regreso en 1778 ascendió a Mariscal de Campo en el bloqueo de Gibraltar y luego marchó con un ejército enviado en socorro de las Provincias de Ultramar que desembarcó en La Habana. Participó en el sitio de Pensacola, en donde fue primero en entrar por la brecha en el asalto decisivo lo que, junto con otras acciones destacadas le mereció ascenso a Teniente General y nombramiento por Capitán General en Cuba en 1782.
Jefe y favorecedor del venezolano Francisco de Miranda (1750-1816), sufrió prolongada prisión en el castillo de Santa Catalina (Cádiz) por consecuencia de una acusación de contrabando en contra de sí mismo y de su protegido Miranda. Cuatro años más tarde, Cagigal fue rehabilitado y, restituido en sus grados y honores, se le destinó a Irún en donde se alistaba un ejército para combatir contra Francia. Concluida la campaña con la Paz de Basilea (1795-07-22), solicitó el retiro y se trasladó a Valencia en donde permaneció hasta su muerte en 1811.